# Championnat des Seychelles de football 2011
Navigation
Saison précédente Saison suivante
La saison 2011 de Barclays First Division est la trente-deuxième édition de la première division seychelloise. Les dix meilleures équipes du pays s'affrontent en matchs aller et retour au sein d'une poule unique. À la fin du championnat, le dernier du championnat est relégué tandis que l'avant-dernier doit disputer un barrage de promotion-relégation face au 2e de D2.
C'est le club de Saint-Michel United qui a été sacré champion des Seychelles pour la dixième fois de son histoire. Le club termine en tête du classement final du championnat, avec trois points d'avance sur La Passe FC. Saint-Michel United réalisa le doublé championnat-coupe.
Saint-Michel United se qualifie pour la Ligue des champions de la CAF 2012.

## Les équipes participantes
| - Anse Réunion FC - Saint Michel United FC - La Passe FC - Light Stars FC - Northern Dynamo | - Saint Louis Suns FC - Saint Roch United - Saint Francis FC (en) - Côte d'Or Football Club - Promu de D2 - The Lions Cascades FC - Promu de D2 |

## Classement
Le classement est établi sur le barème de points classique (victoire à 3 points, match nul à 1, défaite à 0).
| Rang | Équipe                  | Pts | J  | G  | N | P  | Bp | Bc | Diff |
| ---- | ----------------------- | --- | -- | -- | - | -- | -- | -- | ---- |
| 1    | Saint-Michel United'T'C | 43  | 18 | 13 | 4 | 1  | 42 | 11 | +31  |
| 2    | La Passe FC             | 40  | 18 | 12 | 4 | 2  | 44 | 17 | +27  |
| 3    | Côte d'Or FCP           | 33  | 18 | 10 | 3 | 5  | 29 | 14 | +15  |
| 4    | Anse Réunion FC         | 26  | 18 | 8  | 2 | 8  | 37 | 33 | +4   |
| 5    | Light Stars FC          | 23  | 18 | 6  | 5 | 7  | 36 | 39 | -3   |
| 6    | Northern Dynamo         | 22  | 18 | 6  | 4 | 8  | 19 | 29 | -10  |
| 7    | Saint Francis FC (en)   | 21  | 18 | 6  | 3 | 9  | 28 | 37 | -9   |
| 8    | Saint-Louis Suns United | 17  | 18 | 5  | 2 | 11 | 20 | 26 | -6   |
| 9    | Saint-Roch United       | 16  | 18 | 4  | 4 | 10 | 34 | 47 | -13  |
| 10   | The Lions Cascades FCP  | 13  | 18 | 4  | 1 | 13 | 22 | 48 | -26  |

| Légende : Qualifications et relégations | Légende : Qualifications et relégations                                                     |
| --------------------------------------- | ------------------------------------------------------------------------------------------- |
|                                         | Qualification pour la Ligue des champions de la CAF 2012                                    |
|                                         | Qualification pour la Coupe de la confédération 2012                                        |
|                                         | Qualification pour la Coupe des clubs champions de l'océan Indien 2013                      |
|                                         | Participation au barrage de promotion-relégation                                            |
|                                         | Relégation directe en deuxième division                                                     |
|                                         | T : Tenant du titre P : Promu de deuxième division C : Vainqueur de la Coupe des Seychelles |

### Barrages Promotion/Relégation
L'avant-dernier de première division doit affronter le second de deuxième division pour une place en D1.
| Équipe 1               | Résultat | Équipe 2                  |
| ---------------------- | -------- | ------------------------- |
| Saint-Roch United (D1) | 2 - 1    | (D2) Super Magic Brothers |

- Les deux clubs restent dans leurs championnats respectifs.

## Matchs
| Résultats (▼dom., ►ext.) | ANS | COT | LPA | LST | NOR | STF | STL | STM | STR | TLI |
| Anse Réunion FC          |     | 1-2 | 2-0 | 2-1 | 4-3 | 3-0 | 2-2 | 0-2 | 8-2 | 1-3 |
| Côte d'Or FC             | 0-1 |     | 1-1 | 1-0 | 1-1 | 3-1 | 2-1 | 0-1 | 9-0 | 2-0 |
| La Passe FC              | 2-0 | 2-1 |     | 5-1 | 0-0 | 2-0 | 2-0 | 2-2 | 2-0 | 5-1 |
| Light Stars FC           | 3-1 | 2-2 | 2-2 |     | 1-0 | 2-3 | 1-0 | 1-1 | 2-2 | 2-3 |
| Northern Dynamo FC       | 2-0 | 1-2 | 0-4 | 0-2 |     | 2-2 | 0-0 | 0-6 | 3-2 | 2-0 |
| Saint Francis FC (en)    | 0-0 | 0-1 | 0-2 | 5-7 | 0-2 |     | 3-0 | 0-3 | 4-4 | 2-1 |
| Saint-Louis Suns United  | 2-1 | 0-1 | 1-2 | 4-1 | 2-0 | 1-2 |     | 1-0 | 1-3 | 3-0 |
| Saint-Michel United      | 4-2 | 1-0 | 3-1 | 1-0 | 2-0 | 2-0 | 2-1 |     | 6-1 | 5-1 |
| Saint-Roch United        | 2-5 | 1-0 | 3-4 | 5-5 | 0-1 | 1-3 | 2-0 | 0-0 |     | 1-2 |
| The Lions Cascades FC    | 2-4 | 0-1 | 0-6 | 2-3 | 2-1 | 1-2 | 2-1 | 1-1 | 2-5 |     |

## Bilan de la saison
| Championnat des Seychelles de football 2011      |                                 |
| Champion                                         | Saint-Michel United (10e titre) |
| Coupes et trophées                               |                                 |
| Vainqueur de la Coupe des Seychelles 2011        | Saint-Michel United             |
| Qualifications continentales                     |                                 |
| Ligue des champions de la CAF 2012               | Saint-Michel United             |
| Coupe de la confédération 2012                   | La Passe FC                     |
| Coupe des clubs champions de l'océan Indien 2013 | Côte d'Or FC                    |
| Promotions et relégations                        |                                 |
| Promus en Barclays First Division                | Quincy FC                       |
| Relégués en Division Two                         | The Lions Cascades FC           |